# Emeryville (Kalifornia)
Emeryville város az USA Kalifornia államában, Alameda megyében. Lakosainak száma 12 905 fő (2020. április 1.).

## Közlekedés

### Vasút
A települést napi egy pár California Zephyr néven futó Amtrak távolsági vonatjárat érinti.

## Népesség
| Lakosok száma | 228  | 10 080 | 12 905 |
|               | 1890 | 2010   | 2020   |